# El Tajín
El Tajín (del totonaco: Tajín ‘Trueno’) es una zona arqueológica precolombina  que se encuentra cerca de la ciudad de Papantla, Veracruz, México. Se cree que la ciudad de Tajín fue un centro muy importante y llegó a su apogeo en la transición al Posclásico, conocida también como Período Epiclásico mesoamericano, entre los años 800 y 1150 d. C.
Al contrario de la creencia popular, no existe evidencia arqueológica que soporte la idea de que los totonacas hayan sido los constructores o habitantes originales de esta ciudad. Debido a ello, los historiadores prefieren utilizar el término "la cultura de El Tajín". El Tajín cuenta con varios campos de juego de pelota y templos escalonados.

## Toponimia
Tajín significa la Ciudad del trueno en el idioma totonaco. Se piensa que Tajín también fue el nombre de algún dios totonaco, si bien tal como sucede con muchos sitios arqueológicos es poco probable que ese fuera su nombre en aquel tiempo. Los mexicas conocían la ciudad con el nombre de Miktlan.

... no es posible afirmar que este fuera su nombre y tampoco que los ancestros de quienes viven actualmente en la región hubieran sido los constructores y habitantes de la ciudad; sin embargo la permanencia de los totonacos en las ruinas por siglos ha originado una relación psicosocial cultural que difícilmente puede negarse.

## Entorno geográfico
Situada a 120 m de altitud entre las cuencas de los ríos Cazones y Tecolutla. El clima es de tipo cálido subhúmedo, con una temperatura media anual de 24 °C y precipitación promedio anual de 1039.6 mm. Su vegetación es selva baja caducifolia, constituida por árboles que pierden sus hojas durante la época invernal. A 8.53 kilómetros de la cabecera municipal de Papantla de Olarte, Veracruz y a 18.28 kilómetros de la Ciudad de Poza Rica de Hidalgo, Veracruz, por la carretera federal n.º 127 Poza Rica – Martínez de la Torre.

## Historia del Tajín
La construcción de edificios ceremoniales del Tajín probablemente se inició en el siglo I. En el Período Clásico mesoamericano temprano el Tajín mostró influencia de Teotihuacán tal y como se puede observar en el urbanismo, la
arquitectura, la pintura, la escultura y la cerámica; mientras que en el Posclásico mostró influencia maya.

### Decadencia de Tajín
El sitio ya estaba totalmente despoblado cuando llegaron los conquistadores españoles en el siglo XVI, por lo que no fue destruida y se mantuvo como un secreto su existencia por un par de siglos.

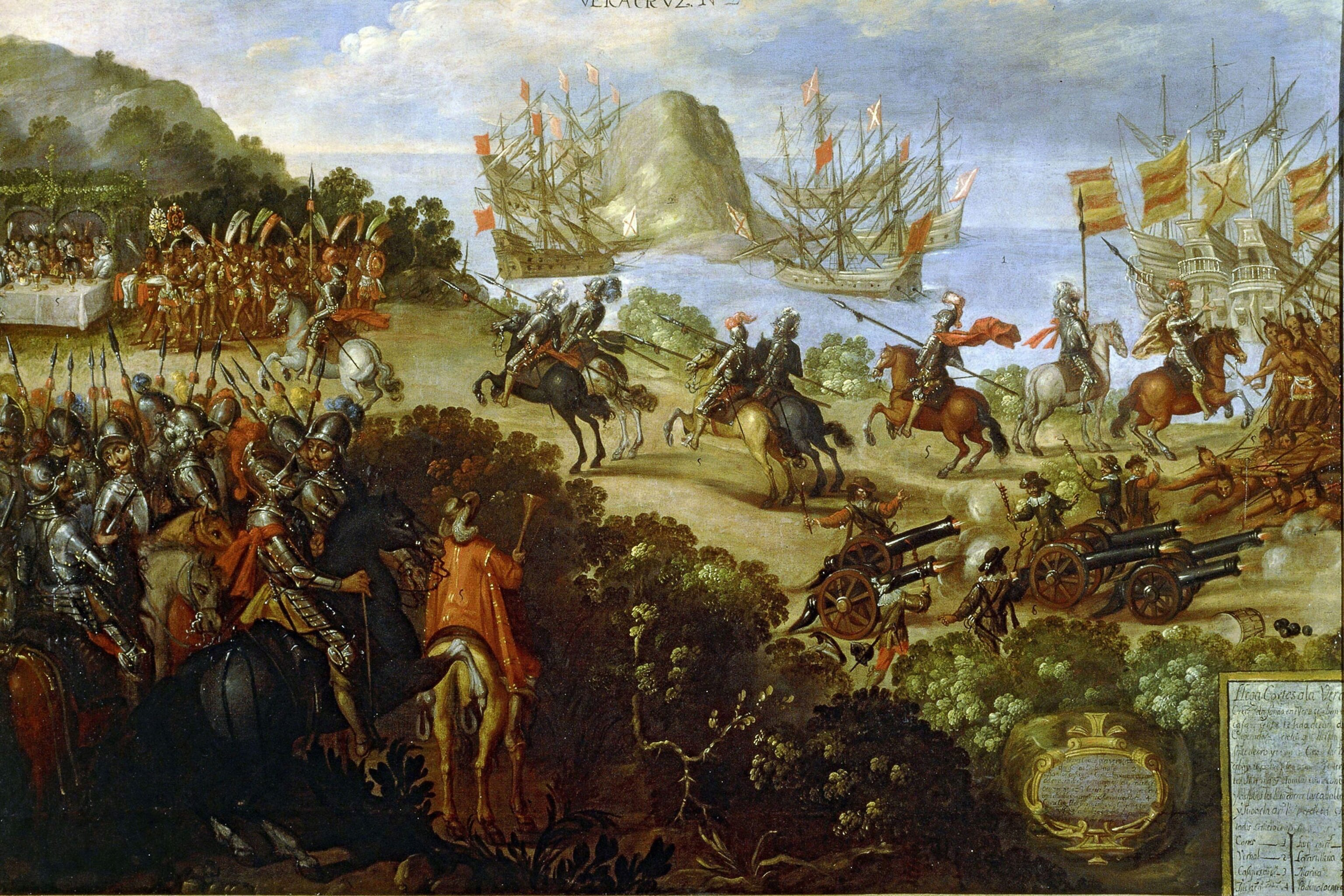
Cortés llega a Veracruz.

El Tajín fue la ciudad más grande de la costa norte del golfo de México y dominó el territorio limitado por las cuencas de los ríos Tecolutla y Cazones, entre 650 y 950 d. C. Los gobernantes de esta capital extendieron su hegemonía desde el somontano de la Sierra Madre Oriental hasta las planicies costeras del golfo, en los actuales estados de Puebla y Veracruz.

## Exploraciones arqueológicas
En 1785 el ingeniero Diego Ruiz visitó e hizo una primera descripción del sitio cuando realizaba una inspección buscando campos de tabaco ilegales. En el siglo XIX el sitio fue visitado por Guillermo Dupaix, Alexander von Humboldt y Carl Nebel, quienes publicaron sus notas sobre el lugar.

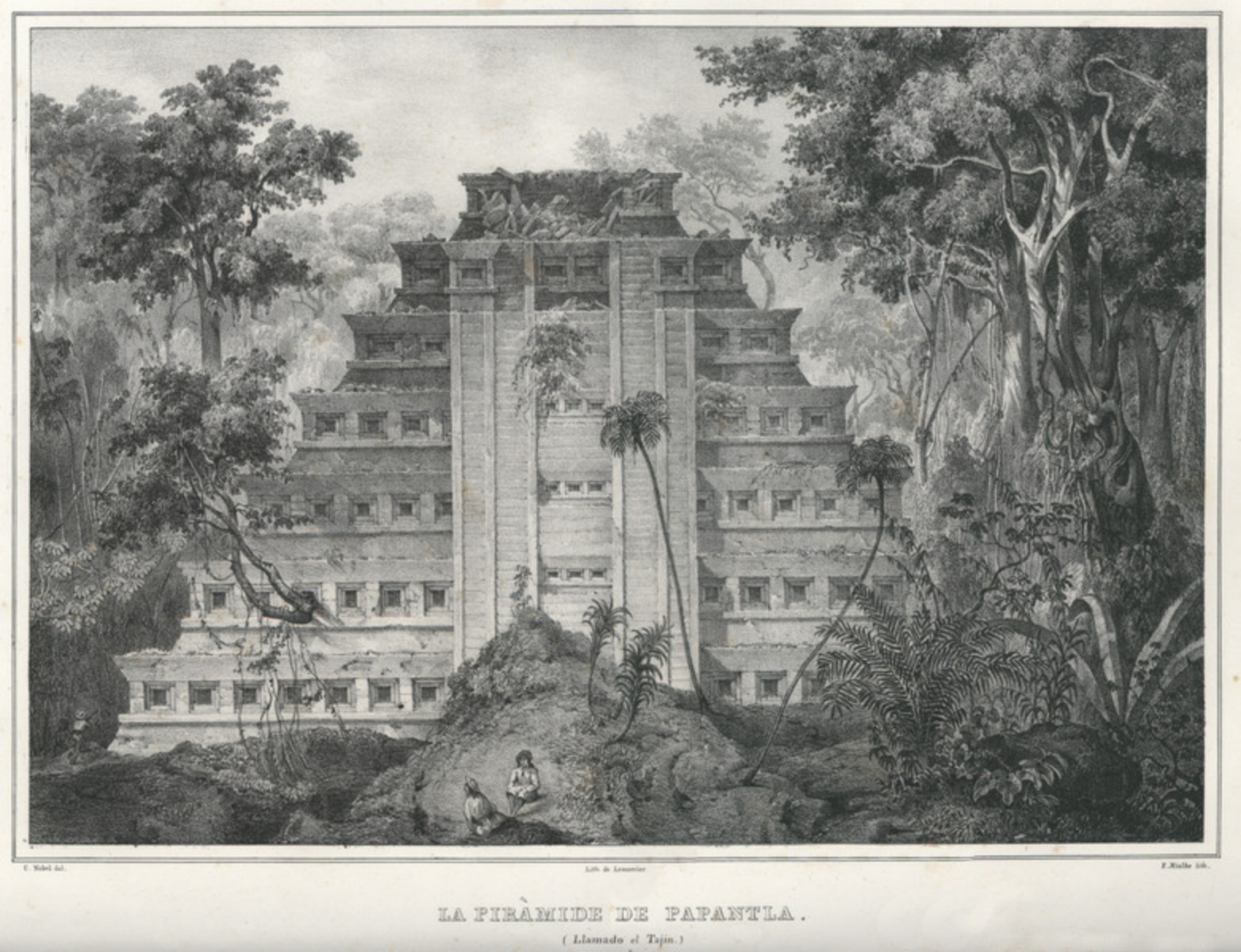
Dibujos de Carl Nebel de la Pirámide de los Nichos

Los primeros arqueólogos que llegaron al lugar en el siglo XX incluyeron Teobert Maler, Eduard Georg Seler, Francisco del Paso y Troncoso y Herbert Spinden y Ellen. Con el descubrimiento de petróleo en la zona se construyeron carreteras a partir de la década de 1920 hasta la década de 1940. Esto permitió más investigación intensiva de la zona. En 1935-1938 le fue asignado a Agustín García Vega la limpieza y la exploración de la zona. El primer edificio que quedó totalmente libre de vegetación de la selva fue la Pirámide de los Nichos. La primera excavación arqueológica de investigación fue hecha por José García Payón de 1943 a 1963. El Instituto Mexicano de Antropología e Historia (INAH) hizo una restauración del sitio de 1989 a 1992.

## Patrimonio de la Humanidad

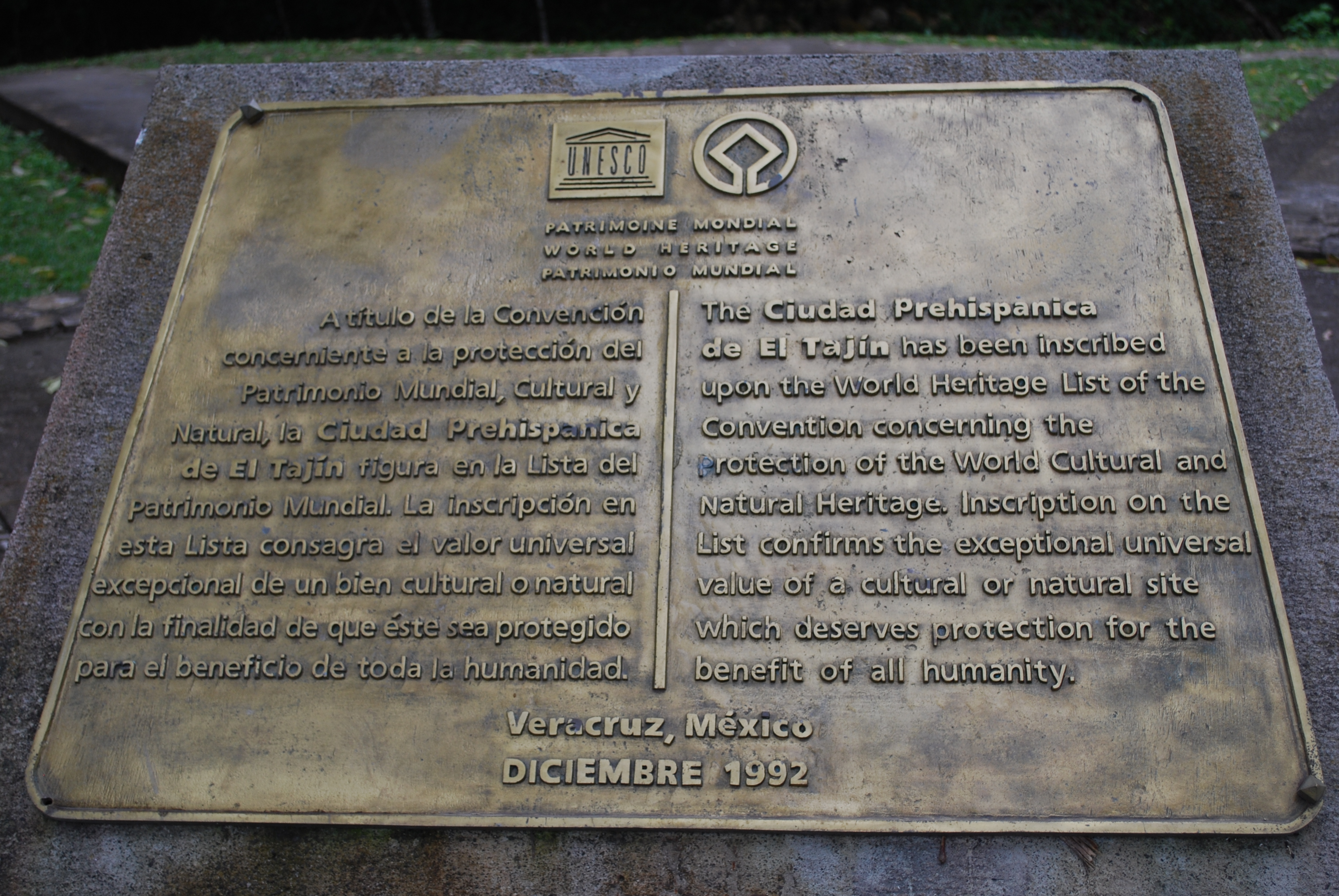
Placa de inscripción del Tajín como Patrimonio de la Humanidad en 1992.

A esta ciudad precolombina se le dio el título de Patrimonio de la Humanidad, por considerar que es un testimonio excepcional de la grandeza de las culturas precolombinas de México y un ejemplo sobresaliente de su arquitectura. El 14 de diciembre de 1992 el sitio prehispánico de El Tajín, ubicado en la región norte del estado de Veracruz, fue inscrito como Bien Cultural en la Lista de Patrimonio Mundial de la Unesco.

## Urbanismo en El Tajín
El urbanismo en El Tajín ha sido ampliamente estudiado por especialistas, tomando líneas de estudio de la identidad, arqueología del paisaje y teorías de expertos en el tema, tal es el caso del antropólogo López Austin, quien en su libro Los mitos del Tlacuache, establece que: “…Bajo la costra de piedra y tierra de los cerros están las moradas de dioses y muertos, ámbitos de frescura y vegetación vedados al hombre (…) Las poblaciones serían, recíprocamente, réplicas de los cerros sagrados, y en ellas se erigirían las pirámides, montículos artificiales en cuya cúspide habitarían los dioses…”
La traza de El Tajín, refiere que esta urbe prehispánica fue construida y orientada en función a la astronomía y en relación con el paisaje. La hipótesis fue generada al notar la importancia de una montaña ubicada al este de la zona arqueológica, la cual se llama “el cerro de los mantenimientos”.
Cuando amanece, el sol comienza a salir sobre el cerro de los mantenimientos, iluminando poco a poco la pirámide de los nichos, desde la cima hasta tocar tierra durante un lapso de 7 minutos, 1 por cada cuerpo. Este hecho ocurre porque la pirámide se encuentra perfectamente alineada con la montaña, por eso se cree que para los habitantes prehispánicos, la pirámide de los nichos fue un marcador astronómico unido al calendario agrícola así como el descenso del dios Quetzalcóatl, quien daba comienzo al inicio de la siembra, por lo que las personas de esta ciudad prehispánica, colocaron altares en la parte media y alta del cerro de los mantenimientos, para veneración del dios.
El patrón arquitectónico consiste en edificios de base cuadrada o rectangular con uno o varios cuerpos superpuestos, recordando que la zona se divide en varios subconjuntos. Se especula que este sitio arqueológico tiene un tamaño de alrededor de 10 km², pero hay aún una gran parte que no ha sido explorada, por lo que se encuentra cubierta por maleza y pasto.
El trazado urbano fue planeado para definir un paisaje en el que espacios y alturas se distribuyeran según los grupos sociales. Los dirigentes ubicaron sus palacios, salones y edificios administrativos en el área más alta, llamada Tajín Chico, y coronaron su jerarquía con el edificio de Las Columnas, morada de la dinastía gobernante, cuyo poder quedó representado en las estrías de los fustes circulares que flanquean el acceso porticado a los salones de este enorme recinto palaciego.

### Las xicalcoliuhqui
Uno de los aspectos más resaltables dentro de la ornamentación de edificios son las xicalcoliuhqui usadas en todo tipo de posiciones y empleadas en casi todos los edificios de la zona. La xicalcoliuhqui traducido del náhuatl al español sería "voluta de jícara" aunque más bien se le puede denominar "cabeza de jícara", siendo este el símbolo más insistente en todo el complejo arquitectónico, destacando la importancia otorgada para la cultura totonaca y el resto de Centroamérica, ya que no fueron los únicos en utilizarlo pero sí con mayor frecuencia. En el área conocida como Tajín chico, la greca escalonada es uno de los rasgos que más se presentan.

### La entrada y el museo de sitio
La entrada al sitio está ubicada en el extremo sur. Al ser nombrado Patrimonio de la Humanidad en 1992, nuevas instalaciones se han añadido a este ámbito, tales como una cafetería, servicios de información, un parque y las oficinas administrativas. El museo de sitio se encuentra también aquí. Además, la Danza de los Voladores se promulgó en la entrada al sitio y se considera un requisito para los visitantes del sitio. Los Voladores aparecen cada media hora en el polo y el círculo construido en las afueras de la puerta principal.

### Grupo del Arroyo

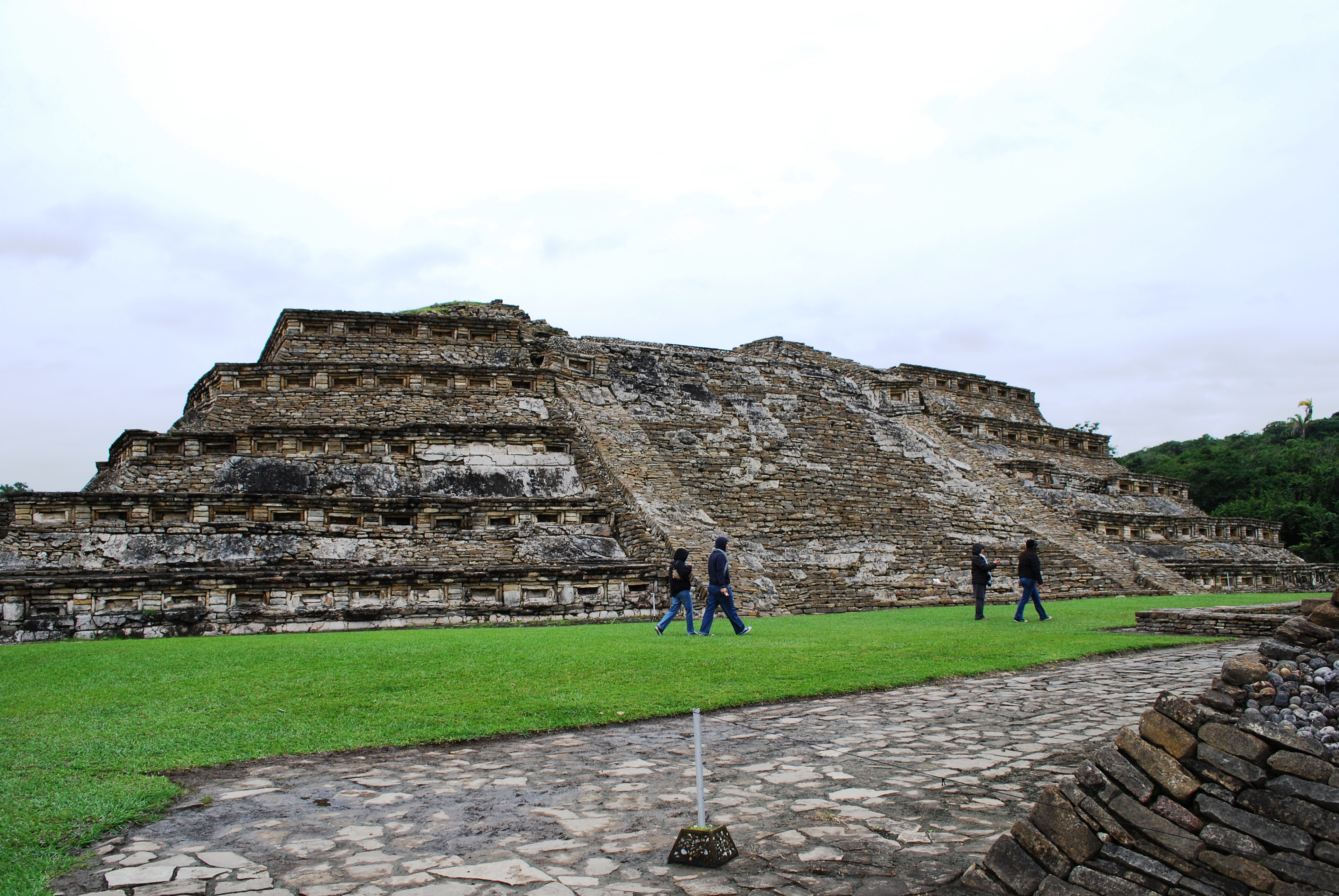
Pirámide norte en la Plaza del Arroyo.

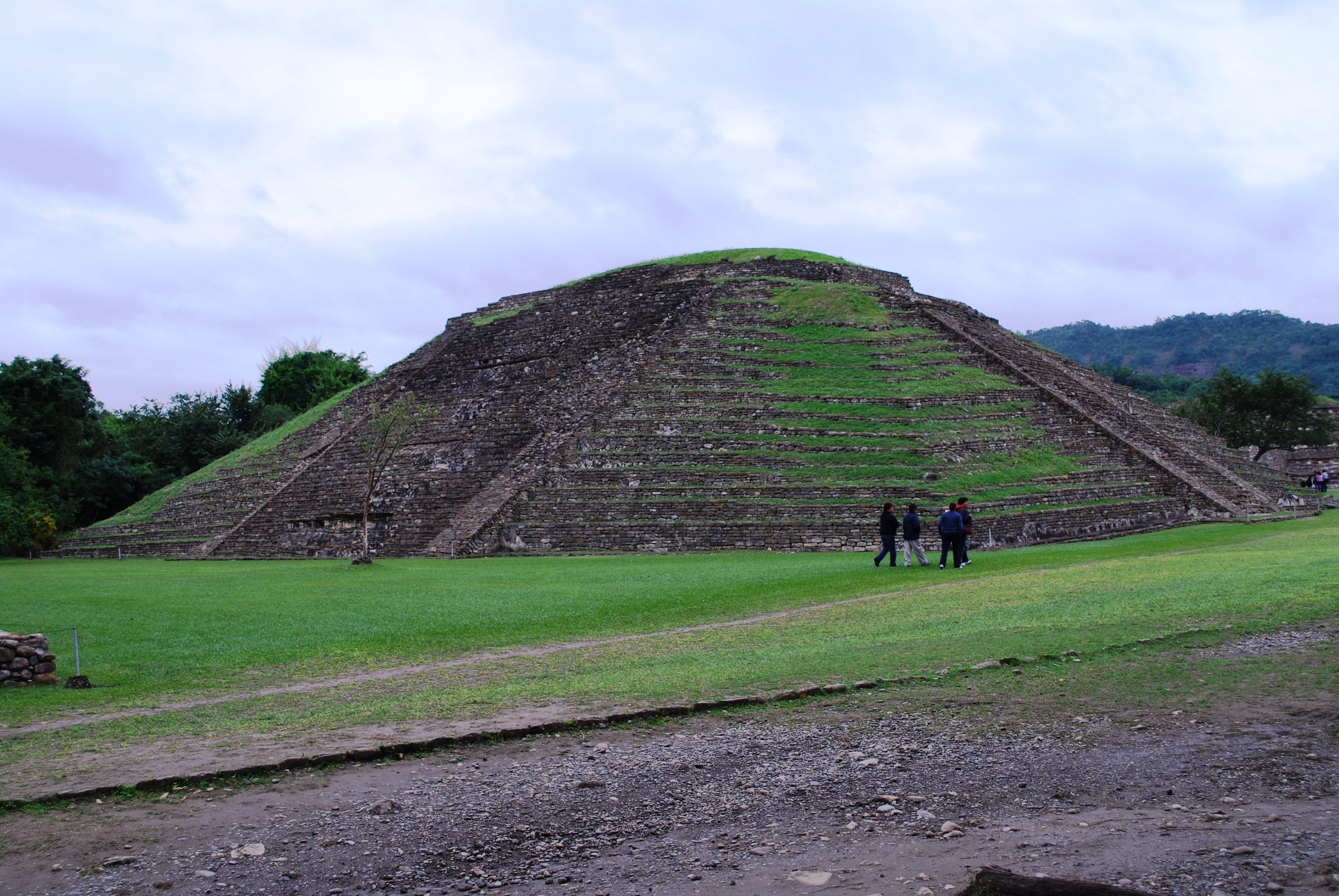
Pirámide sur en la Plaza del Arroyo.

Esta zona es una de las secciones más antiguas de la ciudad. Está flanqueada por cuatro edificios en alto, llamados Edificios 16, 18, 19 y 20, que fueron coronados por templos y abarcan un especio de más de 8.000 m². Las escaleras conducen desde el suelo de la plaza hasta los templos más arriba. A diferencia del resto de la ciudad, estos cuatro edificios son uniformes en altura y casi simétricos. Las pirámides aquí son primitivas en comparación con el resto del sitio, con nichos que no están tan finamente formados.

### Pirámide de los Nichos

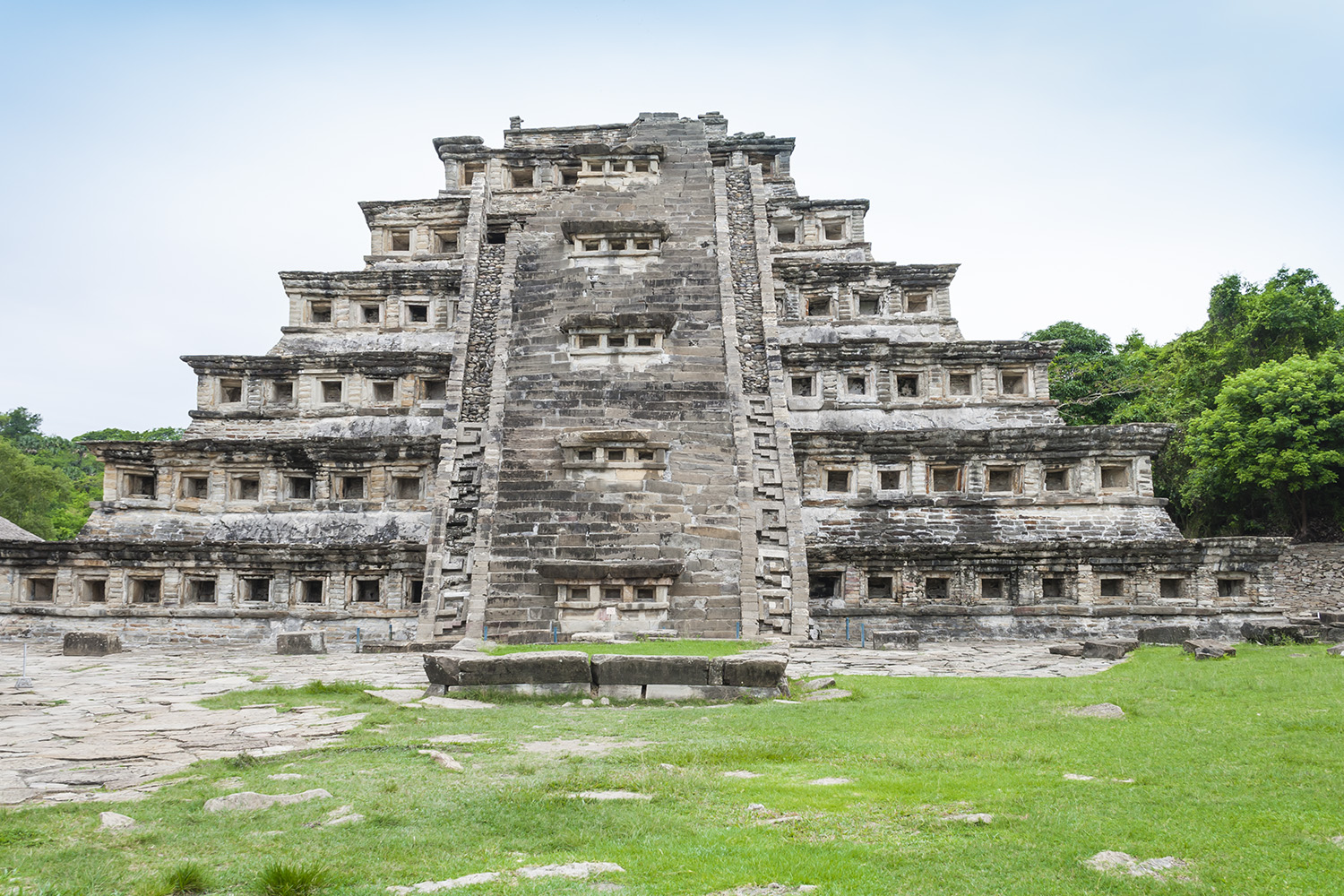
Pirámide de los Nichos.

Esta pirámide tiene una serie de nombres como El Tajín, pirámide de Papantla, Pirámide de las Historias de los Siete y el Templo de los Nichos. Se ha convertido en el foco principal del sitio debido a su singular diseño y buen estado de conservación, cada orificio sobre la pirámide simboliza los días del año. De los 365 nichos, 5 se consideran representan los 5 días impuros para ellos. De esta pirámide se recuperó una gran cantidad de esculturas. El edificio está construido en su mayor parte con losas cuidadosamente cortadas y elaboradas, la mayor de las cuales se estima que pesa alrededor de ocho toneladas métricas. Las piedras, especialmente alrededor de los nichos, se encajan entre sí de manera que se necesita una cantidad mínima de mortero de cal y tierra. La estructura originalmente estaba cubierta de estuco que servía de base para la pintura.

### Tajín Chico

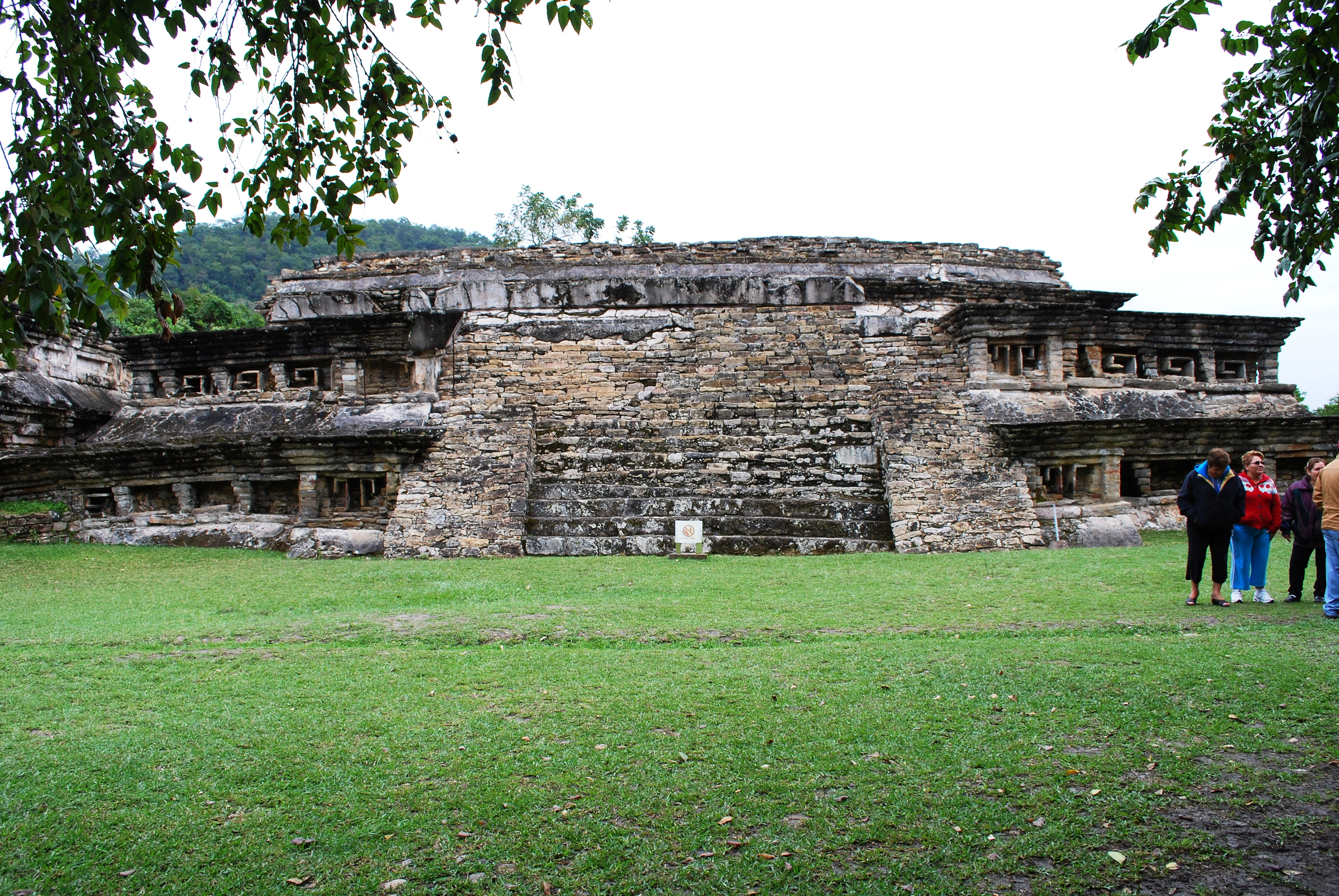
Edificio C.

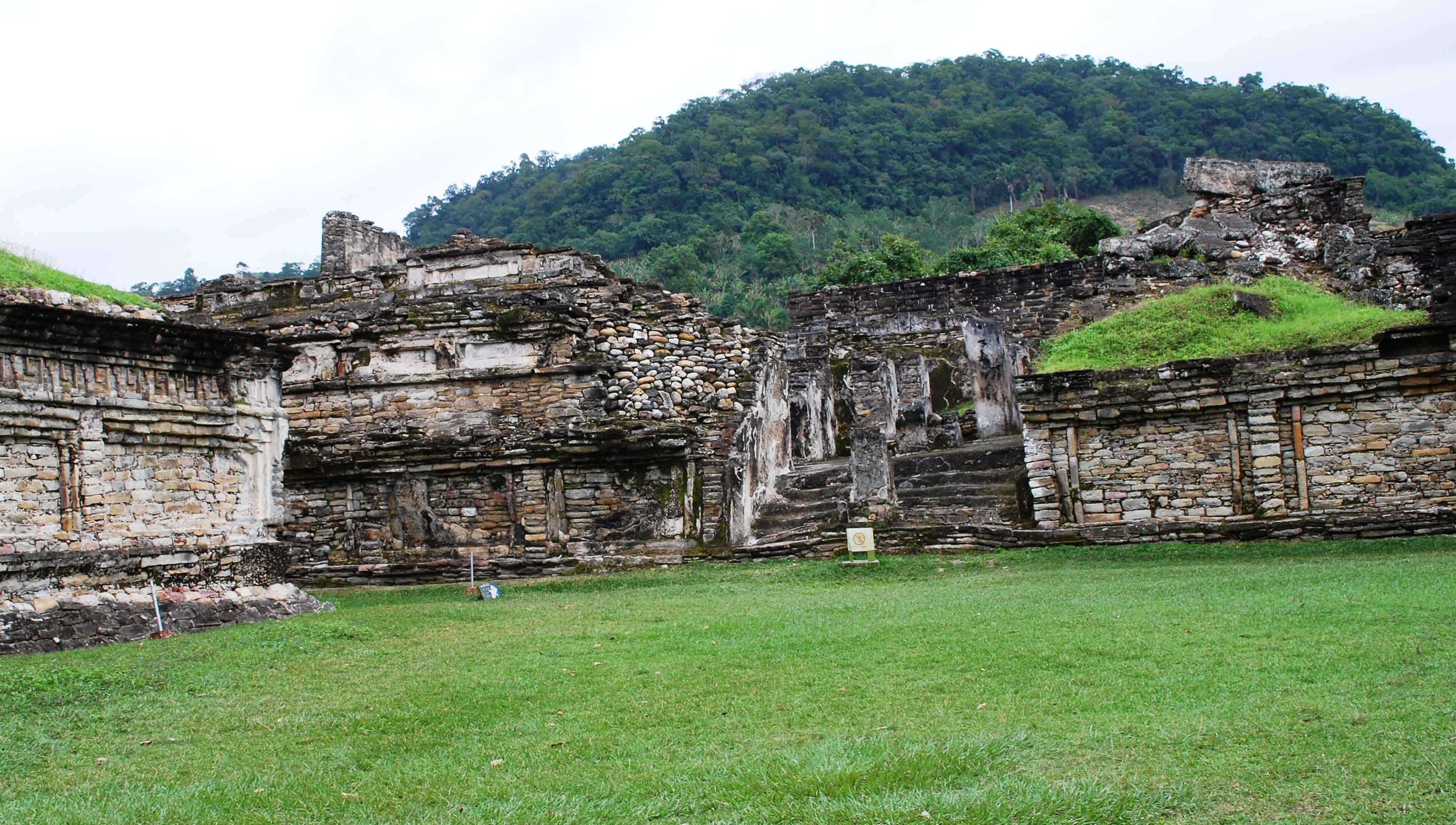
Edificio B.

Tajín Chico es una porción en varios niveles que se extiende al norte-noroeste de las partes más antiguas de la ciudad hasta una colina. Gran parte de esta sección fue creada mediante el uso de cantidades masivas de vertederos. Se trata de una inmensa acrópolis, compuesta por numerosos palacios y otras estructuras civiles. Tajín Chico se llama así porque inicialmente se pensó que era un sitio separado pero relacionado. Actualmente se sabe que pertenecía al centro de la ciudad. Sin embargo, como el término ya estaba en la literatura sobre el sitio, se mantuvo.

### Edificios 3, 23, 15 y 5

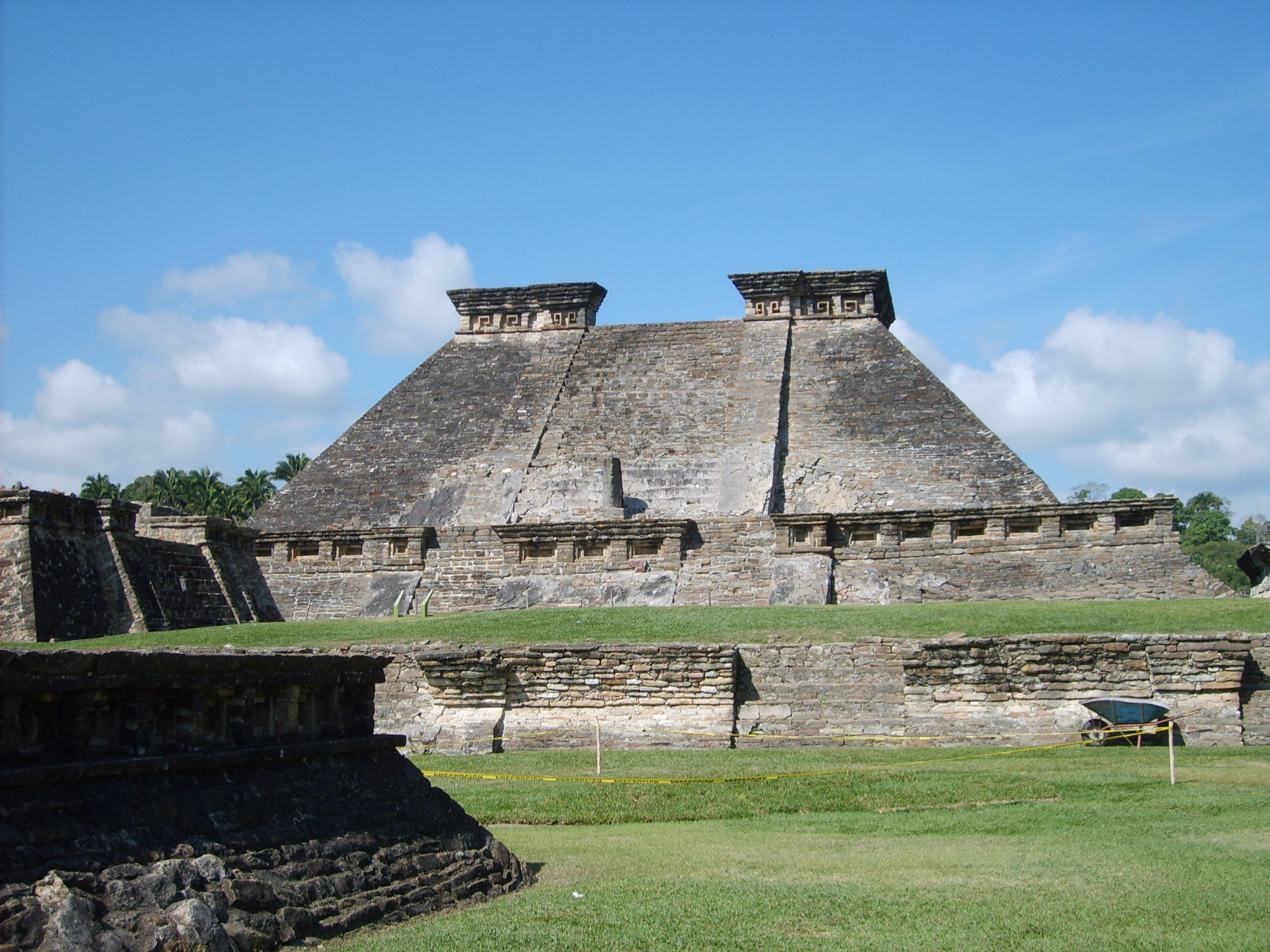
Edificio 5.

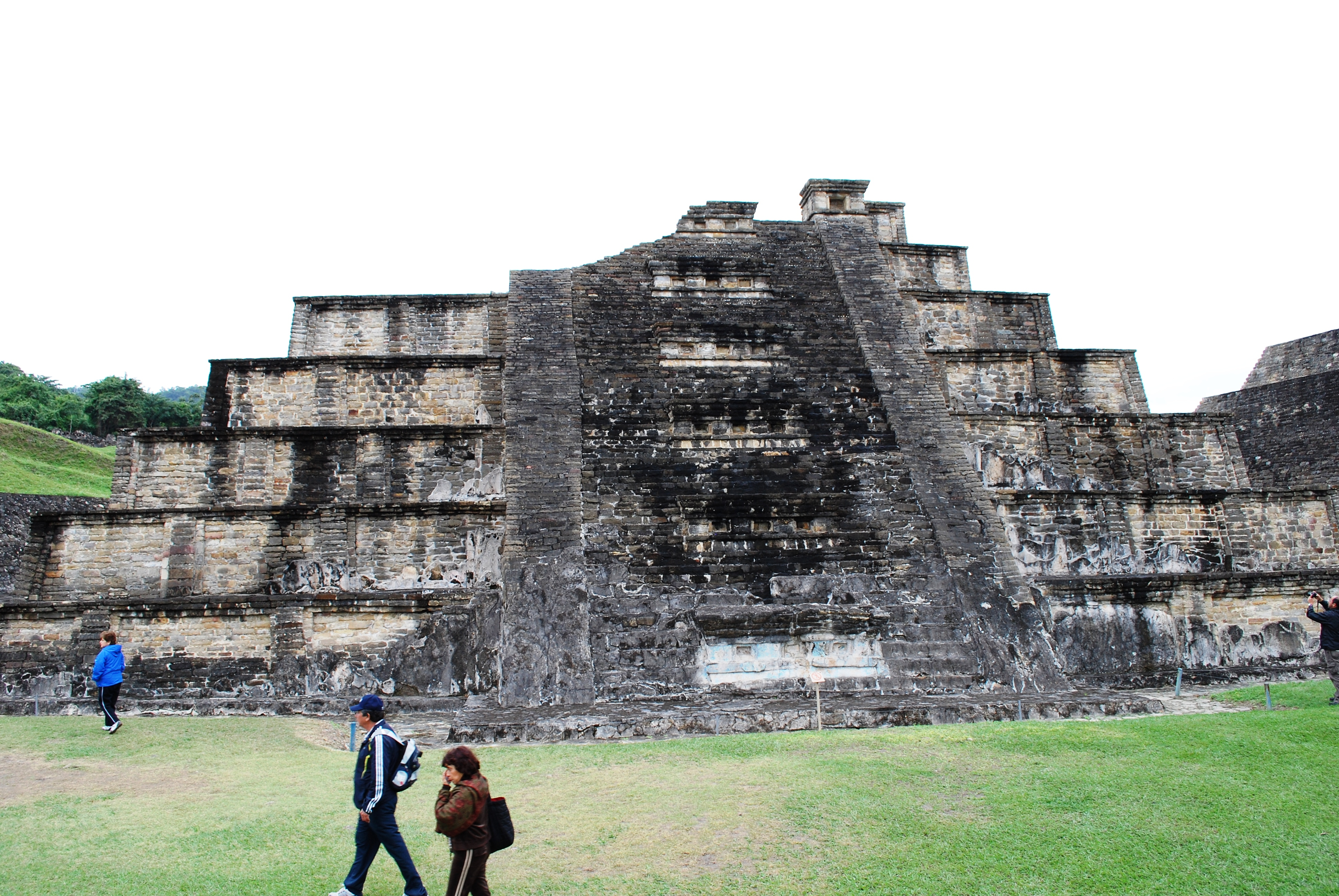
Templo Azul.

El Edificio 3 o el 'Templo Azul' tiene algunas características que lo distinguen de otras pirámides en el sitio. A excepción de seis bancos de la escalera y la parte superior de las balaustradas, probablemente adiciones posteriores, no hay nichos para establecer una relación con la pirámide principal. 
El edificio 5 se considera el más señorial del sitio de El Tajín. Si bien se encuentra junto a la Pirámide de los Nichos, su atractivo visual no pasa desapercibido para su vecino más famoso. Está ubicado en el centro de un complejo piramidal y consta de una pirámide truncada que se eleva desde una plataforma de más de 3.000 m² de tamaño.

### Canchas Norte y Sur

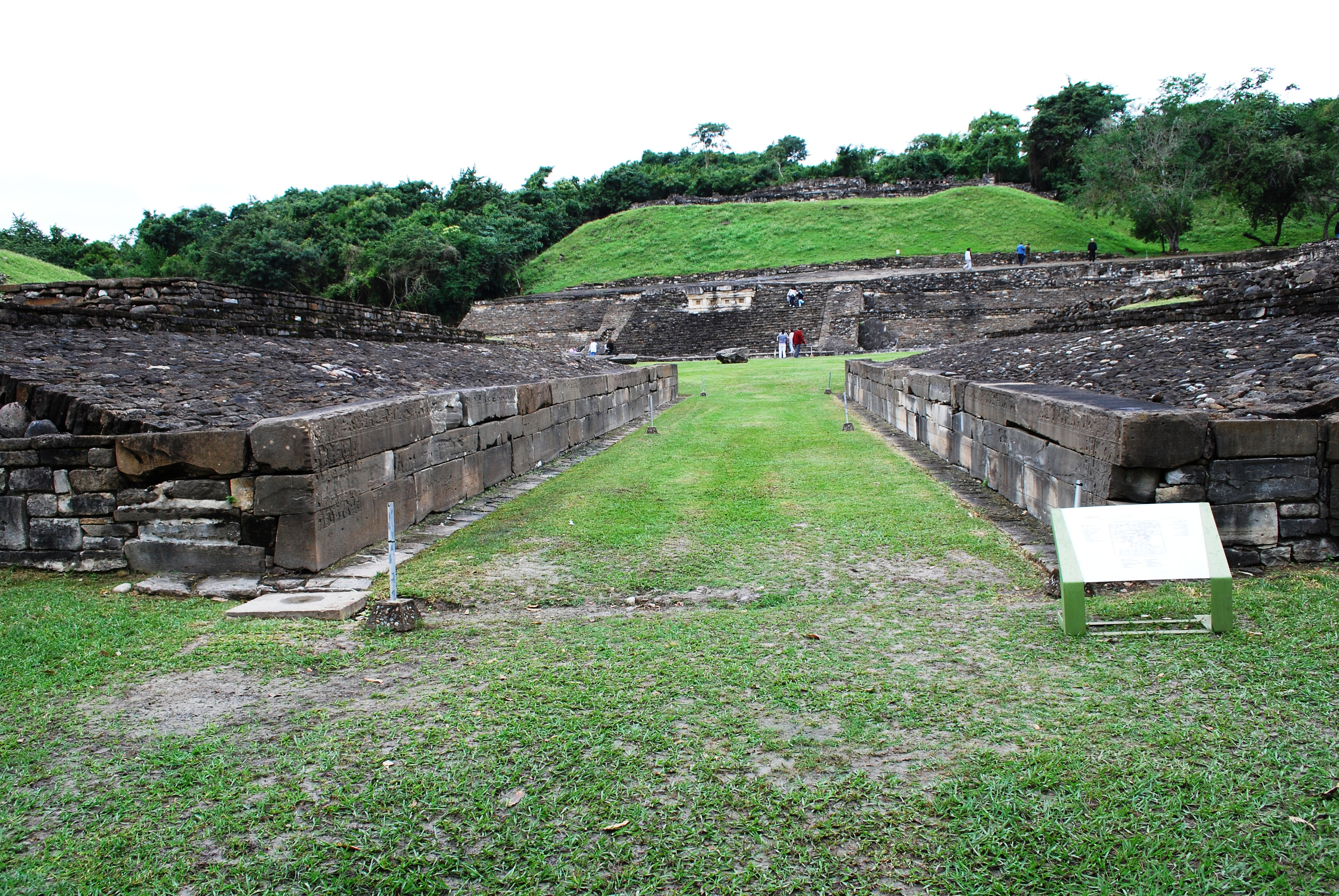
Vista del Juego de Pelota Norte.

El 'Juego de Pelota Norte' está formado por tres capas de losas de gran tamaño. Hay seis paneles tallados con escenas rituales y un friso ornamental que corre a lo largo de ambas paredes. Es probablemente una de las más antiguas construcciones en el Tajín.
Algunas partes de los paneles y frisos muestran grandes áreas incompletas. En cuatro de los paneles hay escenas relacionadas con el ritual del juego de pelota y súplicas a los dioses. Los paneles centrales representan a los dioses respondiendo o realizando un ritual.
El juego de pelota del sur se distingue por las escenas en relieve que se encuentran en sus paredes laterales, que ayudan a comprender la cosmovisión del pueblo totonaca que habitó en esta ciudad prehispánica.